# Термални папир
Термални папир је папир импрегниран хемикалијама које мењају боју када се изложе топлоти. Користи се у термалним штампачима и у уређајима као што су фискалне касе, банкомати, факсови и сл.
Површина папира се прво пресвлачи подлогом која попуњава микро неравнине папира. Затим се на подлогу наноси термо осетљив слој. Термо осетљиви слој се састоји од смеше леуко боје (у чврстом стању) и одговарајућег растварача (у већини случајева је то нека врста киселине). Када се боја загреје преко тачке топљења она реагује са растварачем и мења боју.
У већини случајева, када се изложи повишеној температури, термо слој ће променити боју у црно, али исто тако постоје папири који ће постати плави или црвени.
Већини термо папира је потребан још један слој преко термо слоја и то из следећих разлога:
- тај заштитини слој спречава да термо слој избледи током времена услед излагања УВ зрацима, повећава отпорност термо слоја на воду, уља, масти и сл.
- спречава оштећења главе термалног штампача.
- смањује или спречава настајање прашине од термо слоја.
- побољшава могућности штампања класичним бојама по термо слоју.
- фокусира топлоту од термо главе до термо слоја.

## Складиштење и архивирање термалног папира

### Избегавати повишену температуру и влажност
- За дуготрајно складиштење, термални папир држати на температури мањој од 25 ° и релативној влажности ваздуха мањој од 65%.
- Термални папир мења боју на температури између 60 ° и 100 °, али ако се дуже времена (нпр: 24 сата) изложи температури већој од 40 ° такође може доћи до промене боје.

### Избегавати директно излагање сунчевим зрацима
- Папир ће пожутети ако се дуже времена изложи сунчевим зрацима, а штампа ће избледити.
- Штампа ће избледити ако се на дужи период изложи флуоросцентном осветљењу (неонке). Треба водити рачуна о томе да се документи штампани та термалном папиру што пре одложе у архив.

### Не користити лепкове који садрже раствараче
- Лепкови који садрже органске раствараче (алкохол, кетони и сл.) активирају термални слој и долази до промене боје папира.
- Лепкови базирани на скробу, ПВА и ЦМЦ су безбедни за употребу.

### Избегавати контакт са пластификаторима
- ПВЦ фолија садржи пластификаторе као што је нпр. естерфталат и након дужег излагања, папир губи способност да промени боју приликом штампања. Уколико је већ нешто одштампано на папиру, слика ће избледити.
- Селотејп може садржати пластификаторе, тако да је могуће да штампа избледи у контакту са селотејпом.

### Остало
- Избегавајте контакт термалног папира и свеже фотокопираног папира јер постоји могућност да термални папир промени боју.
- Супстанце из људског тела (нпр: зној) могу изазвати да штампа избледи. Треба водити рачуна о начину како се поступа са термалним папиром.
- Када се архивира, стране на којима је штампа не смеју бити једна наспрам друге јер може доћи до пресликавања.
- Термални папир је осетљив на притисак и огреботине тврдим предметима (метални предмети, нокти и сл.) па је потребно водити рачуна како се поступа са овим папиром како не би дошло да мењања боје.

## Предности термалног папира
- Бешумно штампање
- Велика поузданост термалних штампача
- Нема додатних трошкова штампе (нема тонера, рибона, боја и сл.)

## Мане термалног папира
- Скупљи је од обичног папира
- Треба водити рачуна о начину архивирања
- Штампа је видљива свега неколико година (од 3 до 10 година) и постепено губи на квалитету.

## Историја
Први термални папир су развиле фирме НЦР Корпорација (NCR Corporation) (користили су леуко боје) и 3М (користили су соли метала). Иако је термални папир који је развио 3М био трајнији, на тржишту је преовладала пуно јефтинија НЦР-ова технологија.
1965. године је Тексас Инструментс (Texas Instruments) развио термо главу за штампач, а 1969. године је избачен на тржиште рачунарски терминал Silent 700 са термалним штампачем. Silent 700 је био први систем за штампање на термални папир.
1970-их и 1980-их, јапански произвођачи (као што су нпр.: Рикох (Ricoh, ЏуЏо (Jujo), Канзаки) су направили партнерства са произвођачима бар-код штампача (ТЕЦ, Сато и други) и тако ушли у бар-код индустрију, првенствено у супермаркете. 
Током времена, термални папир је истиснуо из употребе папир осетљив на притисак.
Током 1980-их и 1990-их у магацинима и индустрији се све више користе термал трансфер штампачи, ласерски штампачи и у мањој мери инк џет штампачи. Директ термал штампачи се интензивно користе у уређајима као што су фискалне касе, банкомати, разне признанице и сл.
2006. године је НЦР Корпорација представила двострани термални папир.